# Kjustendil

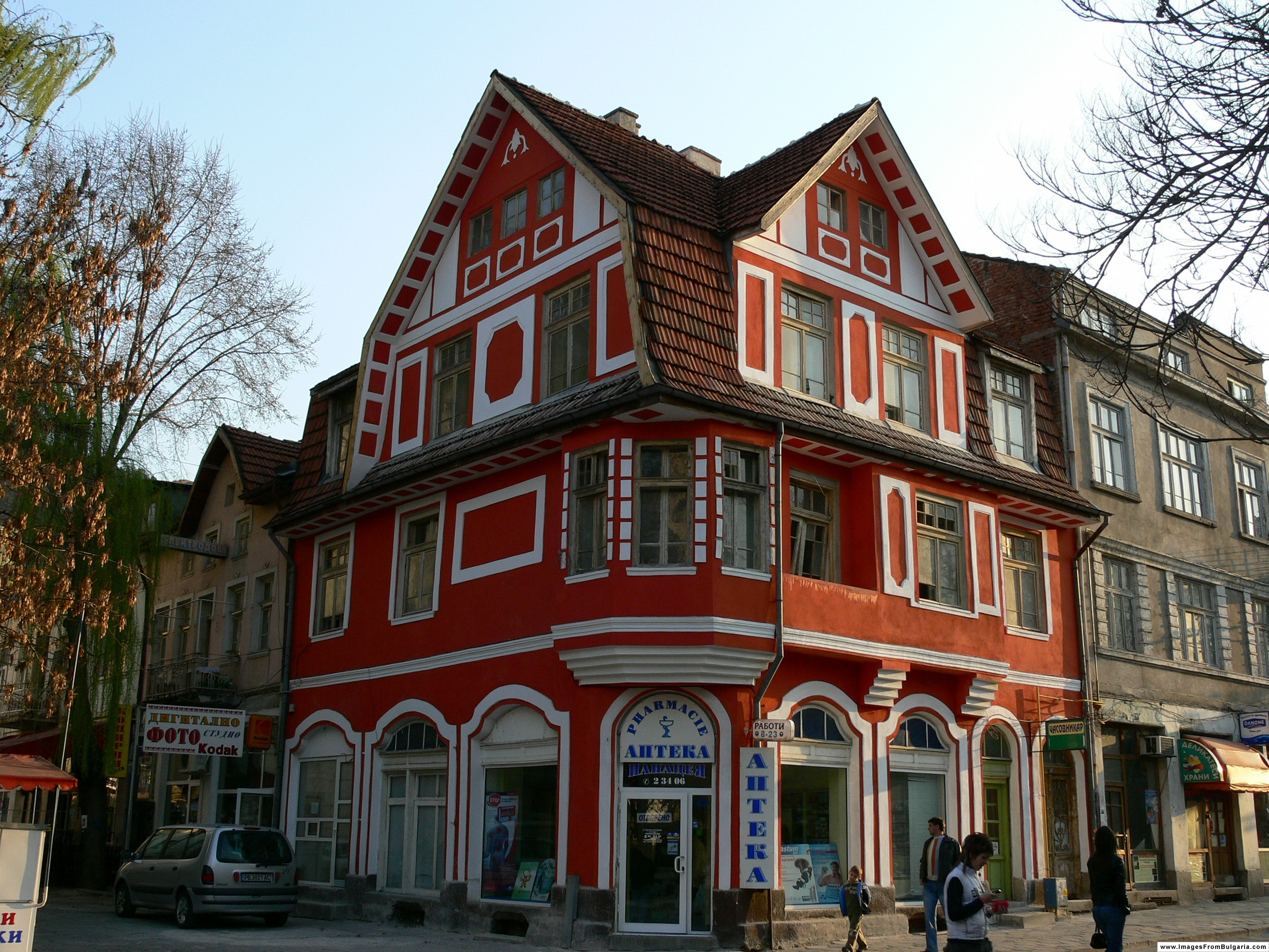
Kjustendil.

Kjustendil (bulgariska: Кюстендил, äldre svenska stavningar Küstendil eller Köstendil; under medeltiden Welbusjd; även Banja) är en stad i kommunen obsjtina Kjustendil och regionen Kjustendil i sydvästra delen av Bulgarien, i ett fruktbart dalbäcken nära floden Struma, på norra sidan av den kala bergskedjan Dovanitsa Planina. Staden har 58 365 invånare 2005. Den är huvudstad i regionen Kjustendil. Den har många varma (68-75°) mineralkällor. Kjustendil var romarnas Colonia Ulma Pautalia.